# Angry Birds Friends

Angry Birds Friends (раніше Angry Birds Facebook) — відеогра- головоломка та четверта гра серії Angry Birds. Він розроблений і опублікований Rovio Entertainment.
Спочатку гра була ексклюзивною грою для Facebook під назвою Angry Birds Facebook, яка була випущена 13 лютого 2012 року та була перейменована на поточну назву 23 травня 2012 року Версія для Facebook представила бонуси серії ігор Angry Birds. Версії для Android та iOS були випущені 2 травня 2013 року 27 жовтня 2014 року Rovio представила глобальну лігу, щоб дозволити користувачам з усього світу грати один проти одного.

## Ігровий процес
У мобільній версії є шестирівневі турніри, які змінюються двічі на тиждень, але немає епізодів, як в інших іграх або версії для Facebook. На відміну від попередніх ігор Angry Birds, ця гра синхронізує прогрес із щотижневими турнірами версії Facebook між гравцем, результатами заповнювачів, представленими Редом і Чаком, і будь-яким із друзів гравця у Facebook, які також грають у гру. Для гри потрібен вхід у Facebook для синхронізації прогресу; інакше можна грати без облікового запису Facebook. 3 найкращі переможці щотижня заробляють ігрову валюту під назвою «Пташині монети», які можна використовувати для придбання бонусів або отримання додаткових пращників для птахів. Крім того, мобільна версія містить чотири практичні рівні підсилення, на яких доступна нескінченна кількість посилень.
У лютому 2012 року епізод «Surf and Turf» було додано до версії Angry Birds Friends для Facebook, а також до оригінальної Angry Birds. У липні 2012 року епізод «Pigini Beach» був доданий до версії Angry Birds Friends для Facebook.
У серпні 2012 року Rovio оголосила про партнерство з панк-гуртом Green Day, що призвело до 20 нових рівнів Angry Birds Friends на Facebook за участю всіх трьох учасників гурту. Нові рівні демонстрували кожного учасника Green Day як зелену погану свиню, а також містили останній сингл Green Day та ексклюзивний трек. Рівні були видалені в грудні 2012 року.
У березні 2013 року Rovio додала епізод під назвою «Pig Tales», який містить рівні на тему фентезі, для версії Facebook, яка містить абсолютно нове підсилення та капелюх гриба, який можна використовувати в аватарах у грі.
Щотижневі турніри в грі іноді включають рівні в залежності від сезону, як-от різдвяні тематичні рівні в грудні та пасхальні тематичні рівні під час Великодня. Вони зазвичай включають спеціальний трюк, щоб зробити їх унікальними, як-от Хелловін 2012 та 2013 років, коли вводять свиней-зомбі, які породжують додаткову свиню, яку потрібно вбити, коли вбивають нову.
У березні 2016 року в Angry Birds Friends була спеціальна тема «Рік у космосі», щоб відзначити повернення американського астронавта Скотта Келлі та космонавта після року, проведеного на Міжнародній космічній станції.
У 2017 році змінився дизайн усіх птахів і свиней (крім бульбашок).

## Рецепція
Гра отримала змішані відгуки з оцінкою Metacritic 65/100 на основі 5 оглядів. Pocket Gamer розкритикував гру за те, що вона «неглибока і не надихає»
У квітні 2013 року компанія Rovio виявила, що гру Facebook встановили понад 60 мільйонів користувачів, з яких 1,2 мільйона активних користувачів щоденно та 10 мільйонів активних користувачів щомісяця.